# Liste der Baudenkmäler in Rehlingen-Siersburg
In der Liste der Baudenkmäler in Rehlingen-Siersburg sind alle Baudenkmäler der saarländischen Gemeinde Rehlingen-Siersburg nach ihren Ortsteilen aufgelistet. Grundlage ist die Veröffentlichung der Landesdenkmalliste im Amtsblatt des Saarlandes vom 22. Dezember 2004 und die aktuelle Teildenkmalliste des Landkreises Saarlouis in der Fassung vom 9. August 2017.

## Biringen
| Lage             | Bezeichnung | Beschreibung   | Bild |
| ---------------- | ----------- | -------------- | ---- |
| Im Brühl 12 Lage | Erbhof      | Erbaut 1941/42 |      |
| Im Brühl 13 Lage | Erbhof      | Erbaut 1940/41 |      |

## Eimersdorf
| Lage                           | Bezeichnung                                      | Beschreibung | Bild |
| ------------------------------ | ------------------------------------------------ | --- | ---- |
| Rehlinger Straße Lage          | Kath. Filialkirche St. Margareta mit Ausstattung | Die Filialkirche wurde 1899/1900 nach Entwürfen von Dombaumeister Julius Wirtz in neugotischen Stil erbaut. Man betritt den Bau über ein gotisiertes Portal im Turm, der vor dem Langhaus steht. Der dreiachsige Saalbau besitzt einen Chor mit dreiseitigem Schluss. Der Barockaltar stammt aus dem Jahr 1769. |      |
| Rehlinger Straße 18 Lage       | Bauernhaus                                       | Das Bauernhaus stammt aus dem Jahr 1689. Es ist im typischen Stil der Region erbaut und besitzt neben Wohntrakt auch Scheune und Stall mit runden Fenstern. |      |
| Rehlinger Straße 19 Lage       | Wegekreuz                                        | Das schmale hohe Kreuz stammt aus dem letzten Viertel des 18. Jahrhunderts. Es steht mit einem geschwungenen Fuß auf einem kleinen Altar. |      |
| Rehlinger Straße 38 (bei) Lage | Wegekreuz                                        | Das Sandsteinkruzifix mit gusseisernem Korpus steht auf einem kleinen Altar mit der Inschrift: „Errichttet im Jahr 1847“. |      |

## Fremersdorf
| Lage                 | Bezeichnung | Beschreibung | Bild |
| -------------------- | --- | --- | ---- |
| Brotstraße 7 Lage    | Bauernhaus | Erbaut 1756 |      |
| Fährstraße 1 Lage    | Schloss Fremersdorf mit Hauptgebäude und Seitenflügeln, Türmen, Kapelle, Wirtschaftsgebäude, Schlosspark und Einfriedung, Mauerzüge vom Vorgängerbau | Ältester Teil des Schlosses sind die drei quadratischen Türme mit Zeltdach, die aus der Zeit um 1600 stammen, sowie einige Mauerteile aus dem Jahr 1622. Der größte Teil des heutigen Schlosses wurde 1775 durch die Familie von Galhau erbaut. Den Hauptbau errichtete Gaspard de Renauld im Jahr 1797. Heute befindet sich das Schloss im Eigentum der Familie von Boch. Das barocke Herrenhaus mit Mansarddach besitzt zwei Geschosse, die durch ein Geschossgesims getrennt sind. Baukörper und Dach sind durch ein Traufgesims getrennt. Die mittlere der sieben Achsen springt als Risalit leicht vor und ist durch gegliederte Pilaster gerahmt. Im Erdgeschoss befindet sich die Tür mit Oberlicht und Segmentbogen, die von Pilastern flankiert wird. Das an dieser Stelle stark auskragende Gesims trägt einen schmalen Balkon mit schmiedeeisernem Geländer. |      |
| Nelkenweg Lage       | Kath. Kirche St. Mauritius | St. Mauritius wurde 1911/12 nach Plänen von Wilhelm Hector erbaut. Die Basilika im Stil der Neuromanik errichtet und besitzt einen kreuzförmigen Grundriss. Der Turm ist seitlich an das Langhaus angebaut. Das Mittelschiff ist mit zwei Jochen untergliedert, die beiden Seitenschiffe mit vier Jochen. An das Langhaus schließt sich ein Querschiff an, daran der Chor mit halbkreisförmiger Apsis. Außen ist die Kirche mit Rundbogenfriesen und Segmentbogenfenstern verziert. |      |
| Herrenstraße 10 Lage | Halfenhaus | Das im 18. Jahrhundert erbaute Halfenhaus war im 19. Jahrhundert Gastwirtschaft und Ladengeschäft und wurde 1881 von einer Erbengemeinschaft versteigert. Danach wurde es nur noch als Wohnhaus genutzt. Der zweigeschossige Putzbau besitzt vier Fensterachsen, wobei die erste ein großes Tor, die vierte die Eingangstür aufnimmt. Zweite, dritte und vierte Achse besitzen über den Fenstern jeweils ein kleines querrechteckiges Fensterchen, außerdem sind die Fenster dieser Achsen als Segmentbogenfenster ausgeführt. Das Fenster im Obergeschoss der ersten Achse besitzt einen geraden Sturz, genauso wie das Scheunentor. |      |

## Fürweiler
| Lage                 | Bezeichnung                                | Beschreibung                        | Bild |
| -------------------- | ------------------------------------------ | ----------------------------------- | ---- |
| Diersdorfer Hof Lage | Altarkreuz mit Umfriedungsmauer, Wegekreuz | Errichtet 1846, Teilerneuerung 1919 |      |

## Gerlfangen
| Lage                 | Bezeichnung                | Beschreibung | Bild |
| -------------------- | -------------------------- | --- | ---- |
| Keltenstraße Lage    | Kath. Kirche Kreuzerhöhung | Die Vorgängerkirche wurde 1864 erbaut. Aus dieser zeit stammt auch der Turm. Das querrechteckige Langhaus bildet einen einfachen Saalbau und wurde 1970 bis 1980 erbaut. Es steht hinter dem Turm, der auf quadratischem Grundriss errichtet wurde und mit Lisenen und Bogenfriesen geschmückt ist. Die Kirche mit Pultdach besitzt ein umlaufendes Oberlicht. |      |
| Keltenstraße 56 Lage | Kreuzigungsgruppe          | Erstellt 1727 |      |
| Merzweg 15 Lage      | Wegekreuz                  | Erbaut 1784 |      |

## Hemmersdorf
| Lage                             | Bezeichnung                             | Beschreibung | Bild |
| -------------------------------- | --------------------------------------- | --- | ---- |
| Außerhalb der Ortslage           | Terrassenstützmauer des ehem. Weinbergs | 1. Hälfte 19. Jahrhunderts |      |
| Gerlfanger Straße                | Wegekreuz                               | Das Sandsteinkreuz mit gusseisernem Korpus steht auf einem kleinen Altar. Es stammt aus dem 19. Jahrhundert. |      |
| Kloppstraße Lage                 | Wegekreuz                               | Das einfache Kreuz wurde 1785 von Michael Drouin geschaffen. |      |
| Kloppstraße Lage                 | Kath. Kirche St. Nikolaus               | St. Nikolaus wurde im 18. Jahrhundert als schlichter Saalbau errichtet. 1867 wurde der Turm an die Kirche angebaut. In den Jahren 1934 bis 1936 wurde ein Erweiterungsbau errichtet. Im alten Chor mit fünfteiligem Rippengewölbe aus dem 15. Jahrhundert, der heutigen Sakristei, ist eine Sakramentsnische mit einem Okulus.                                                                                  |      |
| Königstraße Lage                 | Wegekreuz                               | Das barocke Wegekreuz wurde im 18. Jahrhundert aus Sandstein erschaffen. Es steht auf einem Altar über einem hohen Fuß mit Figurennische. |      |
| Lothringer Straße 96 (vor) Lage  | Wegekreuz                               | Das Kreuz wurde 1771 errichtet und steht auf einem niedrigen quadratischen Altar. Im Barock ausgearbeiteten Fuß des Kruzifixes befindet sich eine Figurennische. Auf der Verdachung der Nische steht ein Bischof. An der Seite des Kreuzes ist das Erbauungsjahr eingeritzt. |      |
| Lothringer Straße 100 Lage       | Wohnhaus                                | Erbaut im 4. Viertel 19. Jahrhundert |      |
| Lothringer Straße 112 Lage       | Bauernhaus mit Ausstattung              | Das ehemals zweistöckige, traufständige Gebäude wurde um 1760 erbaut und 1920 aufgestockt. Die Fensterlaibungen besitzen Segmentbögen und sind in Sandstein ausgeführt. In der dritten Achse ist im Erdgeschoss ein Rundbogenportal untergebracht. |      |
| Lothringer Straße 126 (bei) Lage | Wegekreuz                               | Das Wegekreuz aus rotem Sandstein wurde 1772 im typischen Stil des Barock ausgeführt. Über einem kleinen Altar mit Inschrift ist ein Fuß mit Altarnische zu finden. Darüber steht eine Frauenfigur. |      |
| Lothringer Straße 132–136 Lage   | Schloss Großhemmersdorf                 | Schloss Großhemmersdorf war wohl schon im 12. Jahrhundert Sitz der Ritter von Hymmersdorf. Der dreigeschossige Bau wurde um 1670 von den Zant von Merl erbaut und 1710 durch den Grafen Franz du Haen erweitert. Erhalten ist der Hof mit dem rückwärtigen Herrenhaus. Das rundbogige Portal wird von Quaderpilastern umrahmt.                                                                                  |      |
| Pater-Nilles-Straße Lage         | Kath. Kirche St. Konrad                 | Die Kirche wurde von 1934 bis 1936 nach Plänen des Architekten Josef Monz erbaut. Das Innere der Kirche in den 1960er Jahren umgebaut und neu gestaltet. Man betritt die schlichte Basilika über ein Portal auf der Stirnseite an das sich seitlich ein quadratischer Turm anschließt. Mittel- und Seitenschiffe sind durch Arkaden getrennt, ein von Pilastern getragenes Tonnengewölbe überspannt das Innere. |      |
| Schlossstraße 14–24 Lage         | Schloss Kerprich-Hemmersdorf            | Erbaut wurde das Schloss 1715, da es aber in den Jahren 1810 bis 1816 in einzelnen Stücken verkauft wurde, ging im Laufe der Zeit durch Umbau und Modernisierung der geschlossene Gesamteindruck verloren. Die Gebäude sind um einen Innenhof gruppiert. |      |
| Schoppachstraße 1c Lage          | Bauernhaus                              | Erbaut 1725 |      |
| Zum Grafenthal 1 Lage            | Bauernhaus                              | Erbaut im 18. Jahrhundert, 1920 erbaut |      |
| Zum Grafenthal 2 Lage            | Bauernhaus                              | Erbaut 1778 |      |
| Zum Grafenthal 6 (bei) Lage      | Wegekreuz                               | Das Kreuz mit breitem Sockel wurde 1806 geschaffen. |      |

## Niedaltdorf
| Lage                       | Bezeichnung                                                                                          | Beschreibung | Bild |
| -------------------------- | --- | --- | ---- |
| Hiltenstraße 6 Lage        | Wohnhaus, Brunnenschacht, Rest Einfriedung, 4. Viertel 16. Jh., Backhaus 18./19. Jh. (Einzeldenkmal) | Das schmale zweigeschossige Wohnhaus aus Bruchsteinen wurde im letzten Viertel des 16. Jahrhunderts erbaut. Tür und Fenster sind mit Segmentbögen in Sandstein überspannt. unter Denkmalschutz stehen auch der Brunnenschacht und der Rest der Einfriedung, außerdem das Backhaus aus dem 18./19. Jahrhundert. |      |
| Neunkircher Straße Lage    | Kath. Kirche St. Rufus, Lourdes-Grotte                                                               | Die Kirche wurde in den Jahren 1871 bis 1873 nach Plänen des Architekten Carl Friedrich Müller in neugotischen Stil errichtet. Die Saalkirche mit Querhaus und Westturmfassade besitzt einen fünfseitiger Chor mit polygonalem Abschluss. Die Decken der Kirchenschiffe werden von Kreuzrippengewölben gebildet. Unter Denkmalschutz steht auch die 1890 erbaute Lourdesgrotte, die zu der Entstehung die erste auf deutschem Boden war. |      |
| Neunkircher Straße 66 Lage | Bauernhaus mit Garten und Gartenmauer, 1. Viertel 18. Jh., Umbau 1830 (Einzeldenkmal)                | Das typische Lothringerhaus mit Scheuen und Stall wurde im ersten Viertel des 18. Jahrhunderts erbaut und 1830 umgebaut. In der mittleren der fünf Fensterachsen des Wohntrakts befindet sich das Portal mit hohem Gebälk und gerader ornamentaler Verdachung. |      |

## Oberesch
| Lage                   | Bezeichnung               | Beschreibung                                    | Bild |
| ---------------------- | ------------------------- | ----------------------------------------------- | ---- |
| Antoniusstraße 26 Lage | Wohnhaus                  | Erbaut im 18./19. Jahrhundert                   |      |
| Außerhalb der Ortslage | sog. Liehkreuz, Wegekreuz | Errichtet im 18. Jahrhundert                    |      |
| Kirchstraße Lage       | Antoniuskapelle           | Erbaut 1831 bis 1833 erbaut und 1861 erweitert. |      |

## Rehlingen
| Lage                       | Bezeichnung                                         | Beschreibung | Bild |
| -------------------------- | --------------------------------------------------- | --- | ---- |
| Friedhofstraße o. Nr. Lage | Grabmal Joh. Christian Keup                         | Das Grabmal für den Rehlinger Pfarrer wurde 1846 geschaffen. Die eigentliche Grabplatte aus schwarzem Stein ist von einem Sandsteinrahmen gefasst und wird von zwei Säulen flankiert, die ein Dach tragen. Darüber ist ein Sockel, auf dem ehemals wohl ein Kreuz stand. |      |
| Friedhofstraße o. Nr. Lage | Friedhofskreuz, um 1900 (Einzeldenkmal)             | Das Friedhofskreuz wurde um 1900 erschaffen. Das Kruzifix aus Sandstein steht auf einem Fuß mit Inschrift. Es steht auf einem aufwendig ausgemalten Altar. Die Platte mit Fries wird von einem Sockel getragen, an den Ecken gotisierte Pilaster angedeutet sind. Im Mittelpunkt ist eine gerahmte Madonnenfigur zu finden. |      |
| Friedhofstraße o. Nr. Lage | Grabmal Valentin Heinzen                            | Das 1866 aufgestellte Grabmal erinnert an den Rehlinger Pfarrer Valentin Heinzen. Das aufwendig gestaltete Grabmal aus Sandstein nimmt gotische Ornamentik auf. Auf dem massiven Sandsteinquader mit Grabplatte thront ein Wimperg auf dem die Reste eines Kreuzes stehen. |      |
| Mühlenstraße 41 Lage       | Mühle                                               | Die Mühle wurde 1630 erbaut und im 18. Jahrhundert erweitert. |      |
| Brückenstraße Lage         | Schloss von Hausen, mehrfach umgebaut und erweitert | Die Herren von Hausen stellte im 16. Jahrhundert die Amtmänner auf der Siersburg. Bereits im 15. Jahrhundert erhielten sie vom Lothringer Herzog die Lehenshoheit und Gerichtsbarkeit über den Ort. Erich von Hausen erbaute im Jahr 1529 das Schloss auf den Fundamenten einer kleinen Burg aus dem 12. Jahrhundert. 1624 wurde der Scheunentrakt angebaut. Während der Französischen Revolution wurde das Schloss im September 1793 allerdings zerstört. Der wiedererrichtete Westflügel ist heute Heimatmuseum und Ort kultureller Veranstaltungen. Über dem Tor der Scheune befindet sich ein großes Ehewappen des Alexander von Hausen und der Marianne von Metternich. |      |

## Siersburg
| Lage                     | Bezeichnung                   | Beschreibung | Bild |
| ------------------------ | ----------------------------- | --- | ---- |
| Bahnhofstraße 13 Lage    | Bauernhaus                    | Zweigeschossiger Putzbau mit fünf Fensterachsen aus dem 18. Jahrhundert. Die Straßenseite ist mit einem Geschosssims im zweiten Stock geschmückt. Darüber liegt ein Geschoss mit kleinen Fenstern. Der Baukörper wird vorne mit einem Traufgesims abgeschlossen. Ein Tor mit betontem Keilstein bildet den Eingang zur Scheune. Türen und Fenster sind mit profilierter Laibung geschmückt und besitzen eine gerade, profilierte Verdachung. |      |
| Burgstraße Lage          | Siersburg, Burgruine mit Turm | Teile der Burg stammen schon aus dem 11. Jahrhundert. Die Burg wurde aber in den folgenden Jahrhunderten mehrfach um- und ausgebaut. Im Dreißigjährigen Krieg wurde die Burg beschädigt und 1670 dann von französischen Truppen gesprengt. Die Burg bestand aus Palas und Bergfried, sowie Wirtschaftsgebäuden. Erhalten ist nur der spätmittelalterliche Bergfried mit Quaderwerk. Die erhaltenen Umfassungsmauern sind größtenteils Rekonstruktionen. |      |
| Dechant-Held-Straße Lage | Kath. Kirche St. Martin       | St. Martin wurde 1758 als barocker Saalbau errichtet. 1912 wurde der Bau neobarock nach Osten erweitert. Auffällig ist an dem niedrigen Bau der großen zentralen Vierungsraum auf oktogonalem Grundriss mit Kuppel. Die äußere Wandgliederung besteht nur aus Eckquaderung und Lisenen. Die Portale werden von kannelierten ionischen Pilastern und Gebälk mit Figurennischen darüber gerahmt. Hohe Rundbogenfenster und kleine Okuli betonen die barocke Wirkung des Gesamtbaus. |      |
| Eimersdorfer Straße Lage | Weinbergmauer                 | Die Weinbergmauer gilt als eines der letzten Zeugnisse des Weinbaus in der Region. |      |
| Niedstraße Lage          | Niedbrücke                    | Die Brücke über die Nied gehört zu den ältesten Brücken des Saarlandes und wurde 1758 erbaut. |      |
| Siersdorfer Straße Lage  | Kath. Kapelle St. Willibrord  | Das Baudatum der St. Willibrordskapelle ist unbekannt, vermutet wird aber das Jahr 1523, da einer der Schlusssteine der Gewölbe neben einem Abtstab die Jahreszahl trägt. Die spätgotische Kapelle besitzt aber einen romanischen Turm, sodass ein wesentlich älterer Vorgängerbau nicht auszuschließen ist. Der Grundriss der Kapelle bildet zwei ineinander geschobene Rechtecke, von denen das kleinere den quadratischen Chor bildet. Der quadratische Turm steht auf der Nordseite. Das Langhaus ist einschiffig und mit zwei Jochen ausgebildet, die eine Querrippung aufweisen. Zur Ausstattung gehört ein spätgotischer Sakramentsschrein und Taufstein. |      |
| Zum Schloss 5–6, Lage    | Schloss Itzbach               | Die Familie Forget de Barst de Bouillon war seit dem 17. Jahrhundert in Itzbach ansässig und beschloss um 1750 den Bau des Itzbacher Schlosses. Das Herrenhaus mit sechs Fensterachsen wird von zwei quadratischen, massiven Türmen flankiert, die an den vorderen Hausecken angesetzt sind. Zeltdächer bilden den oberen Abschluss. Das Mauerwerk besteht aus Sandsteinquadern. |      |